# Pedicia fimbriatula
Pedicia (Amalopis) fimbriatula là một loài ruồi trong họ Pediciidae. Chúng phân bố ở vùng sinh thái Palearctic.